# Lamarche
Lamarche è un comune francese di 849 abitanti situato nel dipartimento dei Vosgi nella regione del Grand Est.

## Storia

### Simboli
La melagrana è simbolo di unità nella diversità: i numerosi arilli sono racchiusi nello stesso frutto e possono rappresentare le persone di varie nazionalità che hanno ripopolato il paese dopo la guerra dei trent'anni.

## Società

### Evoluzione demografica
Abitanti censiti